# HK Bled
HK Bled (celým názvem: Hokejski klub Bled) byl slovinský klub ledního hokeje, který sídlil v Bledu v Hornokraňském regionu. Založen byl v roce 1959. Klub byl účastníkem poslední sezóny jugoslávské nejvyšší soutěže v 1990/91. V roce 1998 se mládež klubu oddělila a vytvořila novou organizaci pod názvem HK MK Bled. Starý klub zaniká v roce 2003. Klubové barvy byly modrá, bílá a červená.
Své domácí zápasy odehrával v hale Hokejska dvorana Bled s kapacitou 1 736 diváků.

## Přehled ligové účasti
Zdroj:
- 1990–1991: Jugoslávská liga ledního hokeje (1. ligová úroveň v Jugoslávii)
- 1991–2003: Slovenska hokejska liga (1. ligová úroveň ve Slovinsku)
- 1991–1992: Alpenliga (mezinárodní soutěž)
- 1995–1999: Alpenliga (mezinárodní soutěž)

## Účast v mezinárodních pohárech
Zdroj:
Legenda: SP - Spenglerův pohár, EHP - Evropský hokejový pohár, EHL - Evropská hokejová liga, SSix - Super six, IIHFSup - IIHF Superpohár, VC - Victoria Cup, HLMI - Hokejová liga mistrů IIHF, ET - European Trophy, HLM - Hokejová liga mistrů, KP - Kontinentální pohár
- KP 1997/1998 – Předkolo, sk. A (2. místo)
- KP 1998/1999 – Předkolo, sk. D (3. místo)
- KP 1999/2000 – Předkolo, sk. D (2. místo)
- KP 2002/2003 – Předkolo, sk. E (4. místo)

## Bývalí známí hráči
| - Mihail Anfjorov - Zvonimir Bolta - Andrej Brodnik - Marjan Gorenc - Rudi Hiti - Dejan Kontrec | - Matjaž Kopitar - Viktor Krutov - Josef Pethö - Aleksander Rožkov - Sergej Stolbun - Valerij Šachraj | - Mitja Šivic - Zdeněk Šperger - Zvone Šuvak - Toni Tišlar - Nik Zupančič |